# Iggy Azalea
Amethyst Amelia Kelly (Sydney, Novi Južni Wales, Australija, 7. lipnja 1990.), bolje poznata po svom umjetničkom imenu Iggy Azalea je australsko-američka reperica, spisateljica tekstova i model. Azalea je počela repati s 14 godina, te se 2006. godine preselila u Sjedinjene Američke Države. Svoju karijeru je započela 2011. godine kada je objavila prvi miksani album Ignorant Art. Godine 2012. je objavila EP Glory. Odmah nakon toga objavila je drugi miksani album TrapGold. Svoj debitantski studijski album The New Classic je objavila krajem 2012. godine.

## Život i karijera

### Raniji život i selidba u Sjedinjene Države (1990. – 2010.)
Iggy Azalea je rođena 7. lipnja 1990. godine kao Amethyst Amelia Kelly u Sydneyu, Novom Južnom Walesu, Australiji. Odmah kada se Iggy rodila, njeni roditelji su se preselili u Mullumbimby, Novi Južni Wales u kuću od 12 hektara koju je sagradio njen otac. Njen otac je bio pisac i slikar, a majka joj je na praznike čistila kuće i hotele. Azalea je izjavila da ju je otac naučio da cijeni umjetnost, te da joj je on uzor kroz cijeli život. Iggy također ima mlađu sestru koja se zove Emerald. Kad je napunila 16 godina preselila se u Miami, Floridu. Svojim roditeljima je rekla da ide na odmor s prijateljicom, ali je odlučila ostati i ne vratiti se natrag u Australiju. Kada je otišla u Sjedinjene Američke Države uzela je pseudonim Iggy Azalea, što je bilo ime njenog psa dok je živjela u Australiji.
U Miamiju je živjela zajedno sa svojim dečkom, te se nakon prekida preselila u Houston, Teksas na poziv hip hop producenta Mr. Leeja. Godine 2009. preselila se u Atlantu, Georgiju jer je tada Houston pogodio veliki uragan. Čim je stigla u Atlantu upoznala je najbolju prijateljicu Peezy, te je upisala akademiju Marvelous Enterprises Artist Development Center. Prije nego što je započela svoju samostalnu karijeru osnovala je grupu s dvije djevojke iz susjedstva, ali se grupa ubrzo raspala jer one to nisu shvaćale ozbiljno. Početkom 2010. godine zajedno s Peezy se preselila u Los Angeles, Kaliforniju gdje je započela svoju glazbenu karijeru.

### Ignorant ArtiThe New Classic(2011. - danas)
Godine 2011., Iggy Azalea je počela objavljivati svoje freestyle pjesme na YouTube. U ranom rujnu iste godine otkrio ju je Perez Hilton, te je objavio njenu pjesmu "Pu$$y". Spot za pjesmu Iggy je snimila u Los Angelesu u teritoriju ulične bande Rollin 60's Neighborhood Crips. U rujnu 2011. godine, Iggy Azalea je objavila svoj prvi miksani album pod imenom Ignorant Art. Izjavila je da objavila miksani album s namjerom da ljudi redefiniraju stare ideale. U listopadu iste godine u New York Cityju nastupala je zajedno s Mary J. Blige i grupom Boyz II Men. U studenom 2011. godine objavila je spot za promotivnu pjesmu "My World" koji je podigao njenu popularnost na internetu. U spotu se pojavljuje hrvač i glumac Tiny Lister.
Azalea je u prosincu 2011. godine objavljena kao jedan od pedeset kandidata za naslovnicu časopisa XXL, povodom godišnje liste Top 10 Freshman. U siječnju 2012. godine Azalea je bila gost na večeri zajedno sa svim izvođačima iz diskografske kuće Def Jam. Azalea je na toj večeri dobila ponudu za potpisivanje ugovora za diskografsku kuću od dopredsjednika Bua Thiama. Krajem siječnja objavila je da će reper T.I. biti izvršni producent njenog debitantskog albuma The New Classic. Azalea je 28. veljače završila na naslovnici magazina XXL kao jedna od deset najboljih novih izvođača i izvođačica, te se upisala u povijest kao prva žena koja je to uspjela. Prvi dan ožujka, Azalea je potpisala ugovor s diskografskom kućom Grand Hustle Records čiji je vlasnik T.I., a tog dana ugovor je potpisao i Trae. Azalea je u ožujku objavila pjesmu "Murda Bizness" na kojoj gostuje T.I., a pjesma je ujedno i njen debitantski singl. Početkom travnja je gostovala na spotu za pjesmu "I Think She Ready" grupe FKi. To je prvi interaktivni kupovni spot na svijetu. Azalea je 11. travnja za časopis Acclaim izjavila da joj je Kanye West ponudio ugovor za njegovu diskografsku kuću GOOD Music, ali ga je odbila. U svibnju je izjavila da još nema potpisan ugovor s diskografskom kućom Interscope Records. Sredinom lipnja potpisala je ugovor s modnom agencijom Wilhelmina Models. Krajem srpnja Iggy je najavila da će nastupati na sljedećem New York Fashion Weeku kao model. Nadnevka, 30. srpnja objavila je svoj prvi EP Glory. U rujnu je započela turneju zajedno s Tygom, Kirkom Bangzom i Sterlingom Simmsom. Iggy je sredinom rujna postala model za tvrtku Levi Strauss & Co., te sudjeluje u njihovoj "Go Forth" kampanji. Svoj drugi miksani album TrapGold objavila je 11. listopada.

## Utjecaji
Azalea je počela repati s 14 godina jer je bila opsjednuta rapom od svoje 11. godine kad je čula pjesmu "Baby Don’t Cry". Azalea je izjavila da je bila opsjednuta Tupacom Shakurom: "Bila sam bolesno opsjednuta. Imala sam sve njegove slike na zidu." Azalein hobi je crtanje i slikanje. Također je spomenula Andréa 3000, Kanye Westa i Gwen Stefani kao njene glazbene inspiracije. Azalea je u travnju 2012. godine izjavila da joj je najveća ženska inspiracija u hip hopu Missy Elliott, izjavivši "Missy je moj broj jedan. Ona piše pjesme, pjeva, režira videospotove, radi svoju stvar. Za mene je jedna od najboljih ženskih izvođača".

## Privatni život
Iggy Azalea je 13. siječnja 2012. godine potvrdila da je u vezi s reperom ASAP Rockyjem. Upoznala ga je na festivalu CMJ u New York Cityju preko zajedničkog prijatelja Chase N. Cashea. Na prste svoje lijeve ruke istetovirala je "Live Love A$AP" da ju podsjeća na njega. U srpnju je ASAP Rocky izjavio da nije u vezi s Iggy Azaleom, te da nikad nisu ni bili u vezi.

## Kontroverze

### Azealia Banks
Nakon što se Iggy Azalea pojavila na naslovnici časopisa XXL kao prvi ženski izvođač, Azealia Banks je na to odgovorila da je sve krivo postavljeno; "Kako možete postaviti bijelu ženu na naslovnicu koja sebe naziva "runaway slave master"?". Nakon toga nastavila je: "Oprostite ljudi. Ja nisam protiv bjelkinja, samo ne želim da netko trivijalizira ovu kulturu". Nakon toga na Azaleinu stranu stao je reper T.I. koji je Azealiji Banks rekao da je ljuta samo zbog toga što nije uspjela doći na naslovnicu časopisa XXL. Također je izjavio: "Toliko je jadna da i sljedeće godine neće doći na naslovnicu časopisa". Nastavio je: "Ako jednu polovicu dana zarađuješ novac, a drugu brojiš novac, onda se nemaš vremena brinuti ni za koga". Banks je na to uzvratila samo: "Kako tako stari čovjek može stati između svađe dvije mlade djevojke". Dva dana kasnije Azalea je napisala pismo u kojem se ispričava svima koje je povrijedila s "runaway slave". U daljnjem tvrdi da nije rasist i da ne mrzi ni jednu rasu. Tvrdi da nikada nije izgovorila da je vlasnik robova, te da se to dogodilo slučajno tijekom slaganja rime: "when the relay starts I'm a runaway slave...Master, shitting on the past gotta spit it like a pastor". Krajem ožujka u svađu se uključio i ASAP Rocky koji je izjavio: "Iggy nije rasist, vjerujte mi. Nemojte svi napadati Iggy samo zato što je bjelkinja".

## Diskografija

### Studijski albumi
- The New Classic (2012.)

### EP-ovi
- Glory (2012.)

### Miksani albumi
- Ignorant Art (2011.)
- TrapGold (2012.)

## Nagrade i nominacije
mtvU Woodie Awards
| Godina | Nominirano djelo | Nagrada                               | Rezultat   |
| ------ | ---------------- | ------------------------------------- | ---------- |
| 2012.  | Iggy Azalea      | Woodie novak godine (Breaking Woodie) | nominacija |

O Music Awards
| Godina | Nominirano djelo | Nagrada                                               | Rezultat   |
| ------ | ---------------- | ----------------------------------------------------- | ---------- |
| 2012.  | Iggy Azalea      | Najbolji izvođač rođen na Webu (Best Web-Born Artist) | nominacija |

## Vanjske poveznice
- Službena stranica  Arhivirana inačica izvorne stranice od 11. ožujka 2022. (Wayback Machine)
- Iggy Azalea na Twitteru
- Iggy Azalea na Discogsu